# Adelaide Lambert
Adelaide Temperance Lambert (* 27. Oktober 1907 in Ancón, Panama; † 17. April 1996 in Bremerton), verheiratete Adelaide Ballard, war eine US-amerikanische Schwimmerin.
Lambert wurde in der Panamakanalzone geboren, wo sie das Schwimmen erlernte und später die lokale Schwimm-Meisterschaft errang. Bei den Olympiatrials in Rockaway Beach qualifizierte sie sich als Drittplatzierte für eine Teilnahme im 100-Meter-Rückenschwimmen, nahm aber nicht an diesem Wettbewerb teil. Bei den Olympischen Spielen 1928 war sie Teil der 4 × 100-m-Freistilstaffel und gewann mit dieser die Goldmedaille. Sowohl bei ihrer Teilnahme im Halbfinale als auch im Finale schwamm die Staffel in Weltrekordzeit. Später gewann sie zahlreiche Einzeltitel in der Amateur Athletic Union.